# Râul Pucioasa
Râul Pucioasa este un curs de apă, afluent al râului Lechința.

## Hărți
- Harta județului Bistrița